# 爱科 (美国公司)
爱科 （AGCO）是一家美國農用設備製造商，總部位于佐治亞州杜魯斯。

## 歷史

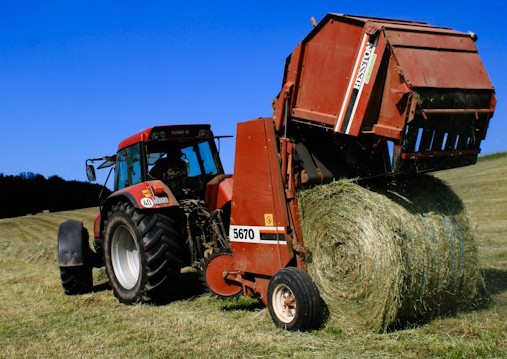
Hesston 5670卷包機

AGCO在1990年成立，前身是Deutz-Allis，當時改名為AGCO-Allis，但原名在南美洲一直沿用到2001年，2001年南北美市場全部改爲AGCO。1991年3月買下Hesston公司。隨著後來的多次收購形成現在的規模，業務遍及一百多個國家。
2017年，爱科完成了对孟山都子公司The Climate Corporation的Precision Planting LLC设备业务的收购。 精准种植在增长和采用创新的精准农业实践中起着至关重要的作用，可以帮助农民提高生产力。

## 外部連結
- 官方网站（英文）
- 官方网站（简体中文）
- AGCO SEC Filings （页面存档备份，存于）